# Cutiron
Cutiron – firma zajmująca się przerobem złomu z siedzibą w Dąbrowie Górniczej. Założona w 1952 r. jako Piekielskie Zakłady Przerobu Złomu (od nazwy dzielnicy Dąbrowy Górniczej - Piekło). W okresie przejściowym podlegało pod zjednoczenie "Centrozłom". Firma posiadała oddziały w Końskich (przyłączenie w 1953 r.)  i Częstochowie (przyłączenie w 1954 r.). W 1986 r. przedsiębiorstwo zostało włączone (jako zakład nr 7) do powstającego Kombinatu Metalurgicznego "Huta Katowice". Wchodząc w skład kombinatu, struktura produkcyjna została nastawiona na przerób złomu dla huty. W okresie 1987 do 1990 zakład prowadził budowę i rozruch Wydziału Przerobu Żużla w Hucie Katowice S.A..
Nazwa HK-Cutiron pojawiła się po wydzieleniu zakładu jako spółki z ograniczoną odpowiedzialnością w marcu 1992 r. (Przedsiębiorstwo Przerobu i Obrotu Złomem Metali "HK-Cutiron" Sp. z o.o.), w której to 100% udziałów posiadała "Huta Katowice" SA – obecnie Grupa ArcelorMittal Poland. 
W latach 90. Przedsiębiorstwo było miejscem złomowania sprzętu wojskowego w ramach traktatu CFE. Kilka z zachowanych egzemplarzy (czołg T-55, czołg pływający PT-76, SKOT - rok 2013  oraz samolot MiG 21 - rok 2016) zostało przekazanych do Muzeum Miejskiego „Sztygarka” w Dąbrowie Górniczej). W profilu działalności, oprócz przerobu złomu znajdował się przez kilka lat handel wyrobami hutniczymi oraz złomownie pojazdów.
W najlepszym okresie firma zatrudniała kilkaset osób, w rankingu firm Rzeczpospolitej "Ranking 2000" z 2012 roku firma została zaliczona do grona 10 największych podmiotów w Dąbrowie Górniczej.
W roku 2013 firma zmieniała swoją nazwę i formę działalności na "CUTIRON Shared Service Centre Europe Sp. z o.o. Sp. k.", a w roku 2017 na "Cutiron Business Center of Excellence Poland Sp.z o.o. Sp.k."
Siedziba firmy zajmująca kilka hektarów powierzchni od lat pięćdziesiątych znajdowała się na ul. Jasnej 54 w Dąbrowie Górniczej. W roku 2016 decyzją właściciela firma opuściła swoją siedzibę, zaprzestała działalności produkcyjnej zmieniając profil swojej działalności na handlowy.
W dniu 30 września 2021 r. wspólnicy podjęli uchwałę o rozwiązaniu Spółki. Działalność Cutiron wraz z pracownikami została połączona z Przedsiębiorstwem Przerobu Złomu Silscrap i od 1 stycznia 2019 r. współtworzy ArcelorMittal Recykling Polska.